# Creil
Creil är en kommun i departementet Oise i regionen Hauts-de-France i norra Frankrike. Kommunen ligger i kantonerna Creil-Sud (chef-lieu) och Creil-Nogent-sur-Oise som tillhör arrondissementet Senlis. År 2022 hade Creil 36 494 invånare.

## Befolkningsutveckling
Antalet invånare i kommunen Creil
| Referens: INSEE |